# Statues
Statues – utwór amerykańskiego zespołu punkrockowego Hüsker Dü, napisany przez Granta Harta. Wydany w styczniu 1981 roku jako pierwszy singel zespołu, z utworem „Amusement” na drugiej stronie.
Produkcją i dystrybucją singla zajęło się niezależne wydawnictwo Reflex Records, założone przez członków zespołu.

## Kontekst
Hüsker Dü zasłynęli w rodzinnym Minneapolis jako grupa grająca szybki i agresywny hardcore punk. W mieście tym, po upadku zespołu The Suicide Commandos muzyka punkrockowa wyszła z mody. W wywiadzie dla fanzinu Smash!, wokalista i gitarzysta grupy, Bob Mould przyznał, że „Pojawiliśmy się jakby znikąd, grając naprawdę szybki punk i ludzie nienawidzili tego”. Poza tym, doszło do sytuacji, w której zespół, grając koncert we własnym mieście został poproszony o przerwanie występu z powodu zbyt dużego hałasu. Grupa wybrała więc na pierwszy singel swoje dwa najwolniejsze utwory.

## Nagrywanie
W sierpniu 1980 roku muzycy nagrali kilka utworów podczas sesji w studiu Blackberry Way w Minneapolis. Po rekomendacji producenta Colina Mansfielda zdecydowano, że na pierwszą płytę zespołu trafi „Statues”. Ze względów finansowych odrzucono pomysł wydania minialbumu, dołączając do singla nagrany na żywo „Amusement”.

## Muzyka

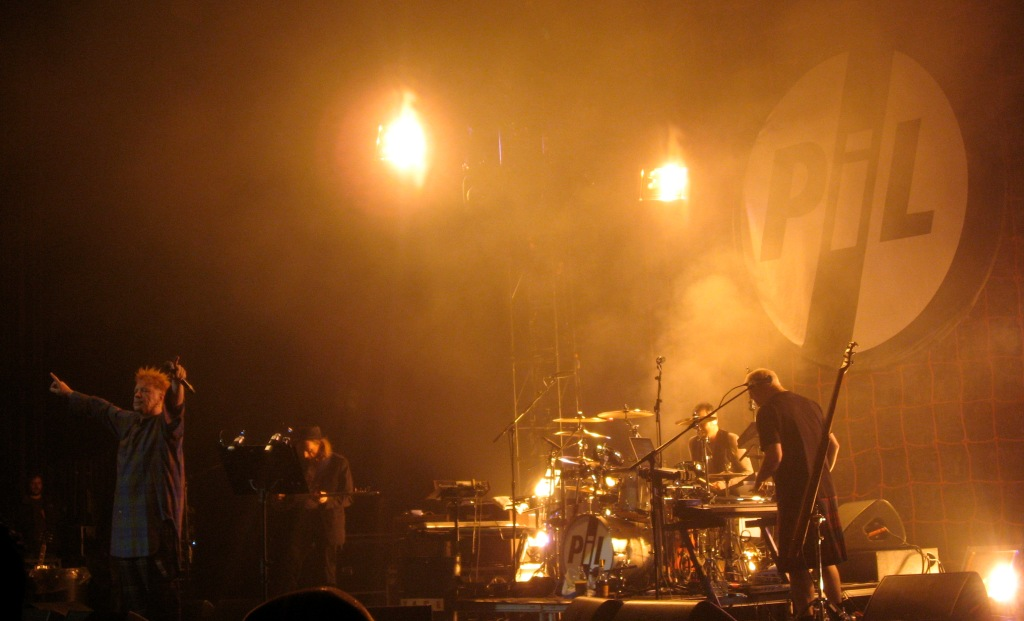
Utwór czerpie inspiracje z muzyki Public Image Ltd

Utwór utrzymany jest w robotycznym i wyalienowanym tonie. Mocna linia basowa inspirowana jest muzyką Public Image Ltd, który był jednym z ulubionych zespołów Boba Moulda. Tekst opowiada o przybieraniu przez ludzi póz. Michael Azerrad w książce Our Band Could Be Your Life scharakteryzował brzmienie utworu, wyliczając „transowy bas”, „nieskładną gitarę” oraz „zakopany, zawodzący wokal” Granta Harta. Byron Coley z czasopisma New York Rocker nazwał piosenkę „orką w stylu The Fall”.

## Oprawa graficzna
Autorem okładki singla był perkusista i wokalista zespołu, Grant Hart. Jest to fotomontaż powstały z zestawienia kilkunastu fotografii Mao Zedonga. Wizerunek przywódcy Chińskiej Republiki Ludowej pojawił się także na okładce minialbumu Metal Circus z 1983 roku, jako odwołanie do singla. Nieznany jest motyw wyboru oprawy graficznej, choć muzycy podkreślali, że nie chcą być uznawani za stereotypowy zespół hardcore punkowy oraz „Próbują nakłonić ludzi do myślenia (...) nie do anarchii, kapitalizmu, komunizmu”. Co więcej, zespół wielokrotnie krytykował własne środowisko, zarówno w wywiadach, jak i w tekstach utworów.

## Wydanie
Zainteresowanie grupą wyraziło miejscowe wydawnictwo Twin/Tone Records. Ostatecznie wytwórnia zrezygnowała z wydania singla, gdyż jeden z współwłaścicieli czuł zbyt duże podobieństwo do zespołu Public Image Ltd. W odpowiedzi na to członkowie grupy, wspólnie z producentem Terrym Katzmanem założyli Reflex Records. Muzycy, w celu wydania singla zaciągnęli kredyt w wysokości 2000 dolarów. Ostatecznie „Statues” ukazało się na rynku w styczniu 1981 roku, w nakładzie 2500 kopii.

## Odbiór
Singel zdobył pochlebne recenzje w prasie, m.in. w czasopismach New York Rocker, Take It, City Pages i Noise. Serwis internetowy AllMusic ocenił płytę na 2.5 gwiazdki, w skali od 0.5 do 5. Patrick R. Smith w eseju dla magazynu Stargreen napisał „lo-fi, niskobudżetowy singel to dokument punkowy w najprawdziwszym tego słowa znaczeniu”. W 1993 roku „Statues” został umieszczony na kompilacji utworów różnych artystów Faster & Louder - Hardcore Punk, Vol. 1, a siedem lat później na Pop Indie. Ian MacKaye z grupy Minor Threat skrytykował singel za pretensjonalność i zbyt wolne tempo.

## Inne wersje
Utwór istnieje w trzech wersjach. Oryginalna, nagrana i zmiksowana przez Colina Mansfielda zawierała na końcu efekt echa, powtarzającego ostatnią sylabę utworu. Wersja ta, po raz pierwszy zaprezentowana na minialbumie Amusement z 2013 roku, trwała 4 minuty i 29 sekund. Pierwsza znana wersja utworu, wydana na singlu w 1981 roku nie zawierała końcowego echa, co poskutkowało czasem trwania o 15 sekund krótszym od oryginału. Zremasterowana i zremiksowana wersja, umieszczona na kompilacji Everything Falls Apart and More z 1993 miała 8 minut i 45 sekund długości.

## Lista utworów z singla
Strona pierwsza
| Nr | Tytuł utworu | Muzyka     | Długość |
| -- | ------------ | ---------- | ------- |
| 1. | „Statues”    | Grant Hart | 4:14    |

Strona druga
| Nr | Tytuł utworu | Muzyka    | Długość |
| -- | ------------ | --------- | ------- |
| 1. | „Amusement”  | Bob Mould | 4:19    |

## Twórcy
- Grant Hart – perkusja, wokal
- Bob Mould – gitara elektryczna, wokal
- Greg Norton – gitara basowa, wokal

Produkcja
- Hüsker Dü – producent
- Steve Fjelstad – inżynier dźwięku
- Colin Mansfield - producent